# Hồ Giảng Võ
Hồ Giảng Võ nằm ở phường Giảng Võ, quận Ba Đình, thành phố Hà Nội. Đây là hồ điều hòa được đào vào năm 1983.
Hồ đã được xây kè cùng nhiều hàng cây và có công viên nhỏ chạy xung quanh hồ, được ví như chiếc “điều hòa thiên nhiên” của khu vực.